# Pnigalio agraules
Pnigalio agraules är en stekelart som först beskrevs av Walker 1839.  Pnigalio agraules ingår i släktet Pnigalio och familjen finglanssteklar. Arten är reproducerande i Sverige. Inga underarter finns listade i Catalogue of Life.